# Dani Martín García
|  | «Dani Martín» redirigeix aquí. Vegeu-ne altres significats a «Daniel Martín». |

Dani Martín García (Madrid, 19 de febrer de 1977) és un cantant i actor espanyol. Ex vocalista del grup de pop-rock El Canto del Loco.

## Biografia
Va començar a desenvolupar els seus estudis d'Art Dramàtic a l'escola William Layton, on li van facilitar els seus primers treballs com a actor teatral. Més tard, Dani decidiria estudiar en una altra escola emblemàtica quant a formació d'actors, l'escola de Cristina Rota. Als 14 anys, va debutar a TVE, presentant el programa infantil Ponte las pilas, amb el qual es va donar a conèixer per al gran públic. Mentre en Dani seguia fent papers al cinema o la televisió, quan va obtindre el carnet de conduir es va posar a treballar com a repartidor a l'empresa de distribució de material publicitari del seu pare.
A partir de la seva formació com a actor, Dani Martín ha desenvolupat nombrosos treballs com a intèrpret cinematogràfic, entre els quals s'inclou el seu paper protagonista a Sirenas de Fernando León de Aranoa, Sin vergüenza de Joaquim Oristrell, Sin fin de Carlos Villaverde i Manuel Sanabria, o Jo sóc la Juani de Bigas Luna. També cal afegir la seva participació com a actor teatral en les obres Historias en Blues i Cachorros i en sèries de televisió com Al salir de clase, Policias, Raquel busca su sitio, Petra delicado o Siete Vidas. Finalment el 18 de març de 2009 s'estrena la pel·lícula Los abrazos rotos de Pedro Almodovar on l'actor gaudeix d'un petit paper com a homosexual.
Des de l'any 2000, Dani Martín compagina la seva feina al capdavant del grup de pop-rock espanyol El Canto del Loco, amb les seves incursions al cinema i la televisió. L'any 2007 va protagonitzar una sèrie per a la cadena de televisió Cuatro anomenada Cuenta atrás, en la qual interpretava, amb molt d'èxit, l'impulsiu inspector de policia Pablo Corso.
Les seves influències musicals són variades, ja que en Dani encolta els següents grups: els Pistones, Hombres G, els Nikis, Gabinete, Green Day, M-Clan, Leño, Rosendo, els Ronaldos, els Piratas, els Rodríguez, els mítics Rolling Stones, entre d'altres.
A l'octubre de 2010 Dani Martín llançà el seu primer àlbum en solitari anomenat Pequeño, el qual inclou un llibre i un DVD. El single del seu primer disc en solitari s'anomena 16 añitos. Aquesta separació del grup només és temporal.
Al novembre de 2011 va sortir a la venda el llibre "Soñar no es de locos" escrit per Javier Menéndez Flores. Es tracta d'una biografia del cantant on Dani Martin fa un recorregut de la seva vida.

## Discografia

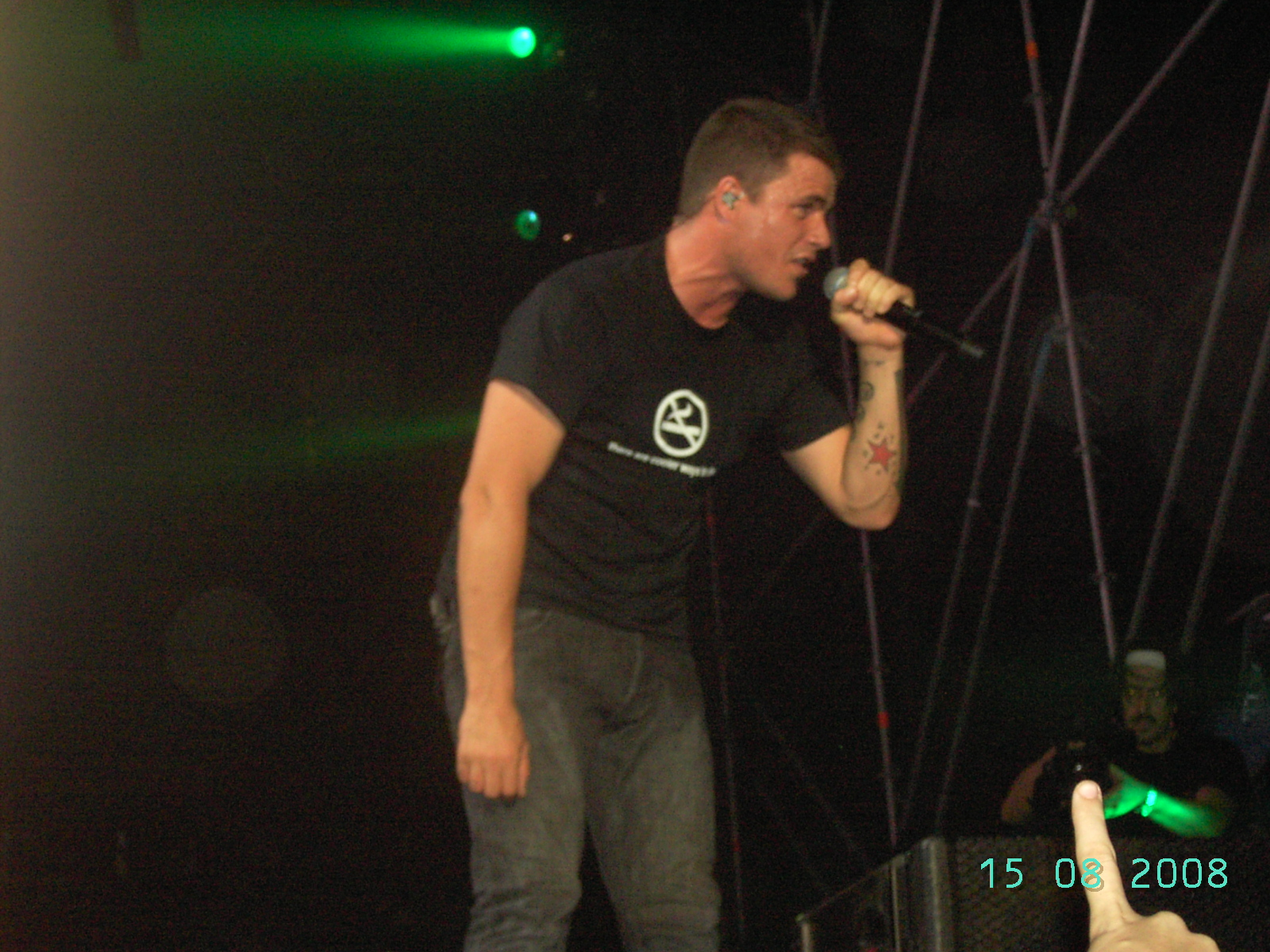
Dani Martín a un concert de la gira Personas a Salou

### Amb El Canto del Loco
- El Canto del Loco
- A Contracorriente
- Estados de Ánimo
- Zapatillas
- Hombres G El Canto del Loco estadio Vicente Calderón 6 de julio 2005
- Pequeños Grandes Directos
- ECDL Episodio 1
- Arriba el telón
- Personas
- De personas a personas
- Por mí y por todos mis compañeros...
- Radio la colifata presenta: El Canto del Loco

### En solitari
- Pequeño
- Pequeño tesoro
- Dani Martín

### Senzills
| Any  | Cançó              | Àlbum       |
| ---- | ------------------ | ----------- |
| 2010 | 16 Añitos          | Pequeño     |
| 2010 | Mira La Vida       | Pequeño     |
| 2011 | Mi Lamento         | Pequeño     |
| 2013 | Cero               | Dani Martín |
| 2013 | Caminar            | Dani Martín |
| 2013 | Qué Bonita La Vida | Dani Martín |
| 2014 | Emocional          | Dani Martín |

## Filmografia

### Televisió
- Los hombres de Paco (1 episodi, 2009) - Jota
- Cuenta atrás (2007 - 2008) - Corso
- Latrelevisión (1 episodi, 2005) - Apóstol
- 7 vidas (1 episodi, 2004)
- Hospital Central (1 episodi, 2000) - Toni
- Policías, en el corazón de la calle (1 episodi, 2000) - Sergio
- El comisario (1 episodi, 1999)
- Al salir de clase (2 episodis, 1998) - Líder de La banda del bate
- ¡Ay, Señor, Señor! (1 episodi, 1995)
- El 92 cava con todo (1991) - Botones

### Cinema
- Los abrazos rotos (2009) - Mario
- El Canto del Loco: Personas (La película) (2009) - ECDL
- Jo sóc la Juani (2006) - Jonah
- Torrente 3: El protector (2005)
- Sinfín (2005) - Iván
- I Love You Baby (2001)
- After (2001)
- Sin vergüenza (2001) - Felipe
- Sobreviviré (1999)
- Perdón, perdón (1998) - Amic de Jimmy
- Sirenas (1994) - Carlos

### Llibres
- Soñar no es de locos (2011)

## Premis
Premis 40 Principals
| Any  | Categoria                      | Resultat  |
| ---- | ------------------------------ | --------- |
| 2010 | Millor artista solista         | Guanyador |
| 2010 | Millor videoclip amb 16 añitos | Nominat   |

Premis Disc de l'any TVE
| Any  | Categoria     | Resultat |
| ---- | ------------- | -------- |
| 2010 | Disc de l'any | Nominat  |